# (Full) Stop
(Full) Stop is een lied dat geschreven werd door Giorgio Moroder, Wout Steenhuis, Jürgen Wentorf en Jörg Schmeier.
Moroder bracht het in 1966 uit op de A-kant van een single. Terwijl de single in augustus nog verscheen als Stop, was hij in oktober gewijzigd naar Full stop. De single werd in meerdere landen uitgebracht. Op de B-kant staat het nummer Believe in me, dat in het Duits werd vertaald als Glaub an mich. Daar werden de A- en B-kant omgewisseld. In 1969, toen Moroder inmiddels bekender was geworden, werd het nummer nogmaals uitbracht. Ditmaal op de B-kant van Moody Trudy.
Het nummer werd door The Cats als Full stop op hun debuutalbum Cats as cats can (1967) geplaatst. Enkele jaren later keerde het nummer nogmaals terug op hun elpee Times were when (1972).
De eerste regels van de songtekst staan op de singlehoes vermeld: "Am arriving / train at noon today – STOP – Please be there / I've got so much to say – STOP." De "stops" zijn er op de hoes bijgeplaatst en verwijzen ernaar dat de zanger een telegram heeft gestuurd. Het blijkt echter vergeefs te zijn geweest, want de afspraak kwam niet opdagen.